# Noel Mason-MacFarlane

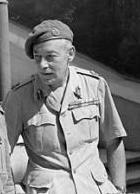
Noel Mason-MacFarlane

Frank Noel Mason-MacFarlane (* 23. Oktober 1889; † 12. August 1953) war ein britischer Offizier und Verwaltungsbeamter. Er amtierte unter anderem als Gouverneur von Gibraltar und war Abgeordneter im britischen House of Commons.

## Leben und Tätigkeit
Nach dem Schulbesuch schlug Mason-MacFarlane die Militärkarriere ein: 1909 trat er in die Royal Artillery ein, mit der er von 1914 bis 1918 am Ersten Weltkrieg teilnahm. Während des Krieges kam er an der Westfront und in Mesopotamien zum Einsatz.
In den 1930er Jahren fungierte MacFarlane als britischer Militärattaché in Österreich (Wien), der Schweiz (Bern), Dänemark und schließlich Berlin. Während dieser Zeit schlug er seinen Vorgesetzten die Organisierung eines Attentates auf den Diktator Adolf Hitler vor, was jedoch von diesen abgelehnt wurde.
Von 1939 bis 1940 leitete Mason-MacFarlane den Nachrichtendienst des britischen Expeditionskorps auf dem europäischen Kontinent. Während der britischen Evakuierungsaktion in der Schlacht von Dünkirchen war er als Leiter einer als „Mac Force“ bekannt gewordenen Einheit für die Sicherung der rechten Flanke der fliehenden Truppen während ihrer Evakuierung zuständig.
Von den Polizeiorganen des NS-Staates wurde Mason-MacFarlane derweil als wichtige Zielperson eingestuft: Im Frühjahr 1940 setzte das Reichssicherheitshauptamt in Berlin ihn auf die Sonderfahndungsliste G.B., ein Verzeichnis von Personen, die im Falle einer erfolgreichen deutschen Invasion Großbritanniens durch die Sonderkommandos der SS-Einsatzgruppen mit besonderer Priorität ausfindig gemacht und verhaftet werden sollten.
Von Juli 1940 bis März 1941 war Mason-MacFarlane der stellvertretende Gouverneur von Gibraltar, das neben dem britischen Militär- und Marinestützpunkt auch die dortige Stadt umfasste. In dieser Stellung leitete er das sogenannte Joint Intelligence Centre, das die militärische Zusammenarbeit mit dem spanischen Staat organisierte, vor allem im Hinblick auf eine eventuelle deutsche Invasion in Spanien.
Von 1941 bis 1942 stand Mason-MacFarlane knapp ein Jahr lang der britischen Militärmission in Moskau vor. Als Experte für deutsche Militärtaktiken, mit denen er sich während seiner Zeit als Militärattaché in Deutschland vertraut gemacht hatte, bestand seine Hauptaufgabe in dieser Stellung darin, die Sowjetunion bei ihrer Abwehr des im Juni 1941 begonnenen deutschen Überfalls auf die Sowjetunion zu beraten.
In der Zeit vom 31. Mai 1942 bis 14. Februar 1944 amtierte Mason-MacFarlane dann als Gouverneur von Gibraltar. In diese Zeit fiel unter anderem der Flugzeugabsturz vom 4. Juli 1943, bei der die Maschine des Premierministers der polnischen Exilregierung, Władysław Sikorski, unmittelbar nach dem Start vom britischen Flughafen in Gibraltar ins Meer stürzte, wobei sämtliche Personen an Bord, außer dem Piloten, umkamen.
Von 1944 bis 1945 fungierte Mason-MacFarlane als Hauptkommissar der Alliierten Kontrollkommission für das besetzte Italien: In dieser Position, in die er vom alliierten Oberbefehlshaber für den europäischen Kontinent Dwight Eisenhower ernannt worden war, war er de facto das Oberhaupt der Interimsregierung für das besetzte Italien in der letzten Kriegsphase und der unmittelbaren Nachkriegszeit.
Bei der britischen Parlamentswahl vom Sommer 1945 wurde Mason-MacFarlane als Kandidat der Labour Party im Wahlkreis Paddington North als Abgeordneter ins House of Commons, das britische Parlament, gewählt. Er konnte dabei den Mandatsinhaber Brendan Bracken, den Informationsminister der Regierung Churchill, besiegen. Mason-MacFarlane legte sein Unterhausmandat bereits am 22. Oktober 1946 nieder, als er aus gesundheitlichen Gründen aus dem Unterhaus ausschied. Stattdessen übernahm er aus formalen Gründen – ein Rücktritt ist Unterhausabgeordneten offiziell nicht möglich, diese scheiden aber automatisch aus dem Parlament aus, wenn sie bestimmte profitorientierte Ämter innerhalb des Staatsgefüges übernehmen – die Sinecure des Steward and Bailiff of the Manor of Northstead, eine Stellung, in der er dem Finanzminister der britischen Regierung unterstand.
Mason-MacFarlane starb an Arthritis und den Komplikationen eines gebrochenen Beines. Sein Nachlass wird heute im Archiv des Imperial War Museum in London verwahrt.